# Hajibey Sultanov
Hajibey Farajulla oglu Sultanov (azéri : Hacıbəy Fərəculla oğlu Sultanov, né le 20 septembre 1921 – mort le 5 mars 2008) est un astronome azerbaïdjanais. Il a été directeur de l'Observatoire d'astrophysique de Shamakhy. Ses travaux portent principalement sur la mécanique céleste, la genèse du système solaire ainsi que sur l'origine, la structure et l'évolution de la ceinture d'astéroïdes et des planètes mineures. 
Sultanov a été membre de l'Union astronomique internationale et de la Société européenne d'astronomie.

## Biographie
Sultanov obtient un diplôme de la faculté de physique et mathématiques de l'Université d'État de Bakou en 1942. Il est ensuite déployé sur le Front de l'Est (Seconde Guerre mondiale). Son engagement lui mérite plusieurs distinctions telles l'Ordre de la Guerre patriotique, la Médaille du Courage (Russie), la Médaille pour la défense du Caucase, la Médaille pour la libération de Prague et la Médaille pour la victoire sur l'Allemagne dans la Grande Guerre patriotique de 1941-1945.
Quittant l'armée en 1946, Sultanov retourne à l'université de Bakou et y complète ses études graduées. Travaillant d'abord à l'Institut de physique et mathématiques de l'Académie nationale des sciences d'Azerbaïdjan, Sultanov commence à planifier la construction du télescope pour l'Observatoire d'astrophysique de Shamakhi en 1953, prenant la tête du département d'astrophysique nouvellement créé à l'institut.
De 1976 à 1981, Sultanov est vice-président de l'académie des sciences ainsi que directeur de l'observatoire.
En 2004, Sultanov obtient l'Ordre de Chohrat pour souligner sa contribution à l'avancement de la science en Azerbaïdjan.
Le 5 mars 2008, Sultanov meurt lors d'un incendie du bâtiment administratif de l'observatoire.